# Park OSiR w Zawierciu
Park OSiR, także park Szymańskiego – park znajdujący się na osiedlu Szymańskiego w Zawierciu.

## Historia
Park, zbudowany w stylu angielskim, powstał w bezpośrednim sąsiedztwie pałacyku Szymańskiego. Jego projektantem był Hugon Kuder. Projekt powstał przed 1901 rokiem.
Zasadniczym elementem parku była podwójna pętla ścieżek spacerowych. Cechą charakterystyczną parku były rzadkie okazy krzewów i drzew, a także ozdobne stawy, które powstały wskutek przekształcenia przepływającej przez park rzeki Młynówki. Na terenie obiektu znajdowało się pole do gry w krykieta. Wjazd do parku znajdował się od południowej strony pałacyku.
Po wybuchu II wojny światowej park stał się zaniedbany. Po zakończeniu wojny został przejęty przez państwo i przekształcony w park miejski. Stawy były niekonserwowane i uległy zabagnieniu. W latach 1962–1968 w sąsiedztwie parku budowano kompleks sportowy (m.in. stadion i halę), a w samym parku zasadzono krzewy, róże, zbudowano aleje oświetlane lampami sodowymi i rtęciowymi oraz wybudowano muszlę koncertową.
10 lipca 1991 roku park został wpisany do rejestru zabytków pod numerem A/1428/91 jako układ urbanistyczny osiedla TAZ.